# Michael Neuberger
Michael Samuel Neuberger, né le 2 novembre 1953 et mort le 26 octobre 2013, est un biochimiste et immunologiste britannique.

## Biographie
Né à Kensington,,,,, Michael Samuel Neuberger est le quatrième des cinq enfants d'Albert Neuberger et de Lilian Ida Dreyfus. Il fait ses études à la Westminster School et au Trinity College de Cambridge, d'où il obtient un baccalauréat spécialisé en sciences naturelles en 1974. Neuberger rejoint ensuite Brian Hartley à l'Imperial College pour préparer son doctorat. Pendant ce temps, et à la suggestion de Hartley, il rend visite au biologiste sud-africain Sydney Brenner au Laboratoire de biologie moléculaire (LMB) de Cambridge. Leurs discussions amènent Neuberger au LMB en 1980 et il y reste pour toute sa carrière, devenant finalement son directeur adjoint. César Milstein du LMB recommande que Neuberger étudie l'immunologie avec Klaus Rajewsky (en) à l'Université de Cologne, il passe 18 mois, après son doctorat.
Neuberger "est probablement le plus connu pour avoir défini le rôle de la désamination de l'ADN dans l'immunité grâce à ses travaux pionniers qui expliquent comment la désamination de la cytosine entraîne l'hypermutation somatique et la recombinaison par changement de classe des gènes codant pour les anticorps. À la suite de l'identification de la cytidine désaminase (AID) induite par l'activation par Honjo et Durandy comme la protéine essentielle pour ces deux processus, il écrit une série d'articles fondateurs en 2002 qui ont mis à nu le mécanisme qui avait laissé les immunologistes perplexes pendant 30 ans.
Michael Neuberger épouse Gillian Anne (Gill) Pyman, une médecin australienne, le 6 septembre 1991. Ils ont quatre enfants : Saskia, Lydia, Thomas et Benjamin. Il est décédé d'un myélome, un cancer des cellules productrices d'anticorps, à l'hôpital Addenbrooke de Cambridge, le 26 octobre 2013. "À sa demande, il est enterré dans une tombe juive consacrée dans l'enceinte de l'oratoire baptiste, à côté de sa maison de week-end familiale dans le Suffolk" .
Il est élu membre de la Royal Society (FRS) en 1993, et reçoit le prix GlaxoSmithKline en 2003. Il reçoit également la médaille Novartis en 2002 et prononce la conférence sur la médaille Novartis, intitulée "Antibodies: a Paradigm for the Evolution of Molecular Recognition" le 9 avril 2002 à l'Université Heriot-Watt d’Édimbourg. En 2013, Neuberger est nommé associé étranger de l'Académie nationale des sciences.